# Cercopitecide
Cercopitecidele (Cercopithecidae) (din greacă kerkos = coada (unui animal) + pithēkos = maimuță) sau maimuțele din Lumea Veche sunt o familie de maimuțe catariniene patrupede, plantigrade, arboricole și terestre cu coadă neprehensilă, lungă sau rudimentară, cuprinzând cercopitecul, macacul, pavianul, magotul etc. Cercopitecidele se împart în două subfamilii: cercopitecine (Cercopithecinae) și colobine (Colobinae). 
Au o talia mijlocie. Blana este bogată, dar mai puțin deasă decât la platirinieni. Fața aproape lipsită de păr. Musculatura feței nu permite mimică. Coada este lungă, subțire, dar poate lipsi de multe ori și niciodată nu este prehensilă. Toate cercopitecidele sunt animale patrupede și plantigrade, fie arboricole (trăiesc pe arbori), fie terestre (trăiesc pe pământ). Membrele anterioare nu sunt mai lungi decât cele posterioare. Toate cercopitecidele au calozități fesiere de cele mai multe ori viu și divers colorate, hipertrofiindu-se mai ales în perioada premergătoare ovulației. Dentiția cu caninii bine dezvoltați. Au 32 de dinți cu o formulă dentară asemănătoare cu a omului: 2•1•2•3/2•1•2•3 x 2 = 32. 
Cercopitecinele au și stomac simplu și buzunare bucale, iar unele au și un sac laringian ventral. Buzunarele bucale sunt foarte dezvoltate și servesc la acumularea unei cantități de alimente pe care ulterior le mestecă. Colobinele nu au buzunare bucale, iar stomacul lor este împărțit în trei compartimente și adaptat pentru alimentația cu frunze, hrana fiind regurgitată ca la rumegătoare și din nou mestecată. Sternul este lung și subțire, iar toracele nu este lat, ci comprimat lateral. Aproape toate cercopitecidele au un os penian. Au o placentă bidiscoidală și caducă. Sarcina durează 7-9 luni, nasc de regulă numai un singur pui. Trăiesc, de obicei, în cete conduse de masculi mai bătrâni și experimentați. Se hrănesc cu fructe sau alte alimente vegetale, cu insecte și cu vertebrate mai mici; unele sunt omnivore, altele carnivore. Sunt răspândite în Africa (din Africa de Sud până în Maroc și Gibraltar) și Asia (China, Japonia și Indonezia) între cele două tropice. Multe specii preferă pădurile virgine, străbătute de râuri sau mlăștinoase, și se aciuiesc bucuros prin apropierea culturilor omenești, în care pot face mari pagube. Unele specii nu sunt legate de zona păduroasă, întâlnindu-se foarte frecvent în regiuni deșertice sau pe stânci. Cercopitecidele nu sunt legate de existența unei anumite temperaturi, deoarece există specii în Himalaya care pot trăi chiar la 4000 m altitudine, precum și pe platourile din Tibet.